# 李塔
李塔，又名礼塔，位于上海市松江区石湖荡镇的李塔汇，是一座七层砖木楼阁式方塔。该塔始建年代不详，相传其为唐太宗之子曹王李明所建而得名。该塔于宋代重建，清代得以重修，后年久失修，木质构件大部毁坏，中华人民共和国成立后恢复原貌。2002年，李塔被列为上海市文物保护单位。

## 历史
李塔又名礼塔，其始建年代不详，相传为唐太宗的皇子曹王李明做苏州刺史时所建，故取其姓而得名为李塔。该塔在南宋时位于一座名为澄庵的寺庙中。该塔曾经坍塌，于南宋嘉定年间（1208-1224年）得以重建。其所在寺庙先后更名为圆通庵、延寿院。元代时延寿院被毁，后于明代重建，清代雍正二年（1724年）该塔得以修缮，咸丰年间（1851-1861年）该塔大修。之后延寿院再次被毁，仅存该塔。
中华人民共和国成立后，该塔年久失修，底层围廊已毁，木结构大部分缺失，参与部分为清朝样式，塔身保留宋朝样式，起风时常有木质构件坠落。1985年，李塔被列为松江县文物保护单位。1995年，松江县政府提出修复李塔的计划，当年12月由上海市文物管理委员会配合修缮，在这次修缮中发现了李塔的地宫。修缮后的李塔基本恢复了原状。2002年，李塔被列为上海市文物保护单位。

## 结构
李塔位于上海市松江区石湖荡镇的李塔汇，为一座砖木楼阁式方塔，高30余米。全塔共分七级，第一层为壁内折上式，其余六层为空筒式，塔心室内有木梯可以登塔。第一层转角处砌有石柱，柱上和旁边的塔砖上刻有施主姓名，周围建有回廊。其余层的部分塔砖上刻有佛像，大多已残。各层砖体之间设有楠木过梁，塔檐外伸，除顶层外的其余层塔檐上方设有平座和围栏。每层塔身四面开有壸门。第六层设有三根木梁，木梁上承托塔心柱。塔顶安有塔刹。第一层塔心室内地面的三层砌砖下有一座正方形地宫，边长0.78米，深0.585米。地宫内壁涂红，内有一座分三层的小型供台，底部铺有青石板。

## 出土文物

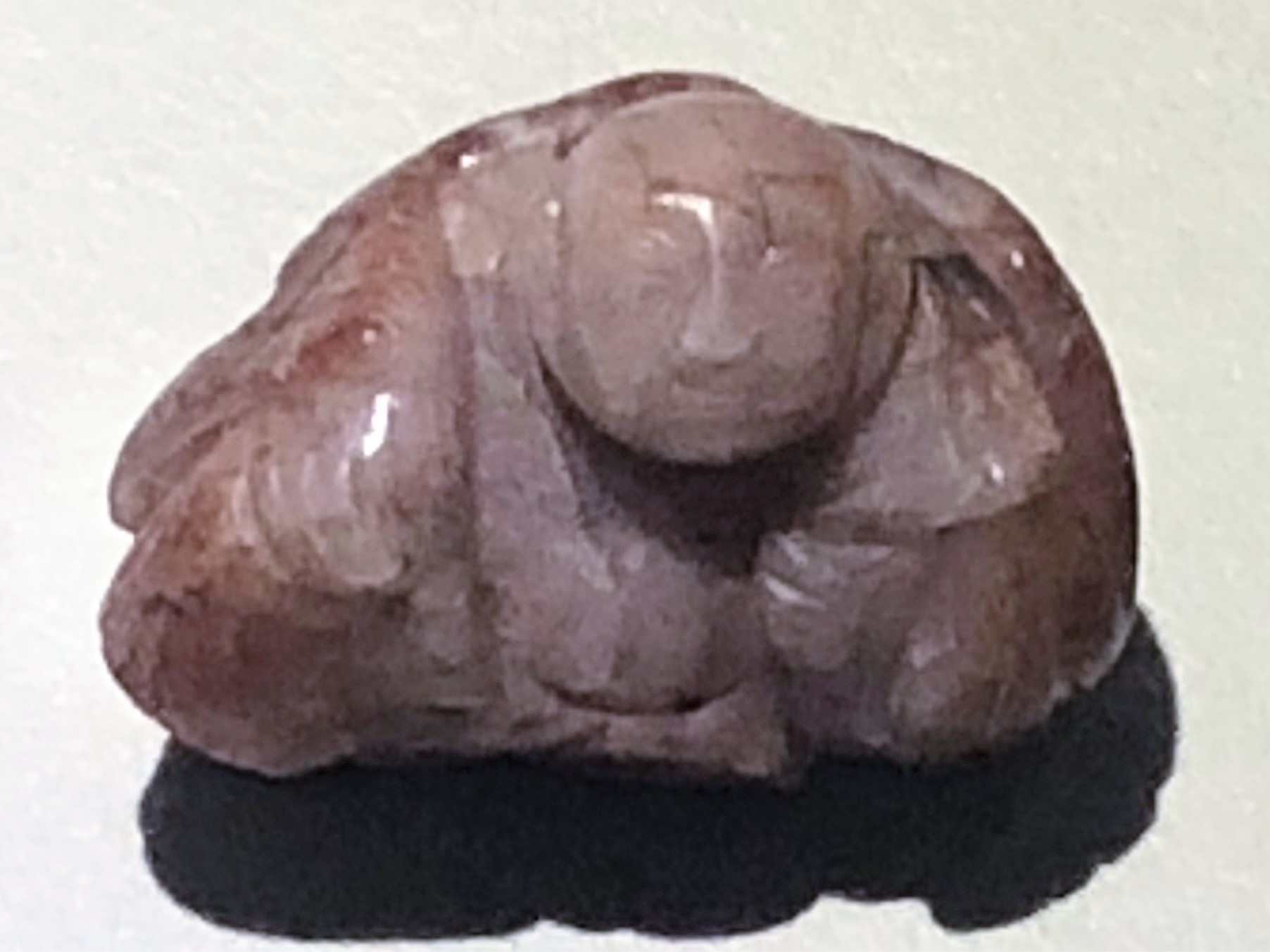
芙蓉石弥勒佛像，李塔出土

1995年的发掘活动中，考古人员从李塔地宫中出土了一座阿育王铁塔，一座银舍利塔，九尊佛像，3尊罗汉像，一尊观音菩萨立像，一尊童子像，两片钟形银片，一件银鼎，一件水晶杯，一件高柄琉璃炉，一件石钵，十五件玉饰件，一件芙蓉石饰件，八件玛瑙饰件，四件水晶饰件，三件珊瑚饰件，两件琥珀饰件，一件青金石饰件。